# Sant Estève de Fontbellon
Sant Estève de Fontbellon (en francès Saint-Étienne-de-Fontbellon) és un municipi francès situat al departament de l'Ardecha i a la regió d'Alvèrnia-Roine-Alps. L'any 2007 tenia 2.483 habitants.

## Demografia

### Població
El 2007 la població de fet de Saint-Étienne-de-Fontbellon era de 2.483 persones. Hi havia 977 famílies de les quals 233 eren unipersonals (69 homes vivint sols i 164 dones vivint soles), 364 parelles sense fills, 288 parelles amb fills i 92 famílies monoparentals amb fills.
La població ha evolucionat segons el següent gràfic:
Habitants censats

### Habitatges
El 2007 hi havia 1.152 habitatges, 1.020 eren l'habitatge principal de la família, 77 eren segones residències i 55 estaven desocupats. 1.056 eren cases i 93 eren apartaments. Dels 1.020 habitatges principals, 799 estaven ocupats pels seus propietaris, 197 estaven llogats i ocupats pels llogaters i 24 estaven cedits a títol gratuït; 9 tenien una cambra, 44 en tenien dues, 138 en tenien tres, 335 en tenien quatre i 494 en tenien cinc o més. 876 habitatges disposaven pel capbaix d'una plaça de pàrquing. A 409 habitatges hi havia un automòbil i a 552 n'hi havia dos o més.

### Piràmide de població
La piràmide de població per edats i sexe el 2009 era:
| Homes | Edats   | Dones |
| ----- | ------- | ----- |
| 0     | 95 o +  | 0     |
| 8     | 90 a 94 | 8     |
| 8     | 85 a 89 | 8     |
| 8     | 80 a 84 | 16    |
| 36    | 75 a 79 | 20    |
| 68    | 70 a 74 | 60    |
| 64    | 65 a 69 | 76    |
| 56    | 60 a 64 | 88    |
| 84    | 55 a 59 | 48    |
| 92    | 50 a 54 | 128   |
| 80    | 45 a 49 | 68    |
| 92    | 40 a 44 | 112   |
| 104   | 35 a 39 | 96    |
| 84    | 30 a 34 | 60    |
| 84    | 25 a 29 | 48    |
| 56    | 20 a 24 | 12    |
| 68    | 15 a 19 | 64    |
| 80    | 10 a 14 | 84    |
| 64    | 5 a 9   | 52    |
| 80    | 0 a 4   | 40    |

## Economia
El 2007 la població en edat de treballar era de 1.517 persones, 1.045 eren actives i 472 eren inactives. De les 1.045 persones actives 949 estaven ocupades (484 homes i 465 dones) i 96 estaven aturades (38 homes i 58 dones). De les 472 persones inactives 201 estaven jubilades, 125 estaven estudiant i 146 estaven classificades com a «altres inactius».

### Ingressos
El 2009 a Saint-Étienne-de-Fontbellon hi havia 1.042 unitats fiscals que integraven 2.464 persones, la mediana anual d'ingressos fiscals per persona era de 18.455 €.

### Activitats econòmiques
Dels 165 establiments que hi havia el 2007, 2 eren d'empreses extractives, 6 d'empreses alimentàries, 6 d'empreses de fabricació d'altres productes industrials, 38 d'empreses de construcció, 41 d'empreses de comerç i reparació d'automòbils, 5 d'empreses de transport, 10 d'empreses d'hostatgeria i restauració, 2 d'empreses financeres, 10 d'empreses immobiliàries, 15 d'empreses de serveis, 15 d'entitats de l'administració pública i 15 d'empreses classificades com a «altres activitats de serveis».
Dels 60 establiments de servei als particulars que hi havia el 2009, 1 era una oficina de correu, 2 oficines bancàries, 3 tallers de reparació d'automòbils i de material agrícola, 1 taller d'inspecció tècnica de vehicles, 1 autoescola, 11 paletes, 7 guixaires pintors, 7 fusteries, 2 lampisteries, 4 electricistes, 5 perruqueries, 3 veterinaris, 7 restaurants, 3 agències immobiliàries, 2 tintoreries i 1 saló de bellesa.
Dels 14 establiments comercials que hi havia el 2009, 1 era un hipermercat, 3 fleques, 2 carnisseries, 2 botigues de roba, 1 una sabateria, 1 una botiga de mobles, 1 una botiga de material esportiu, 1 un drogueria, 1 una perfumeria i 1 una floristeria.
L'any 2000 a Saint-Étienne-de-Fontbellon hi havia 32 explotacions agrícoles que ocupaven un total de 70 hectàrees.

## Equipaments sanitaris i escolars
El 2009 hi havia 1 farmàcia i 1 ambulància.
El 2009 hi havia 2 escoles elementals.

## Poblacions més properes
El següent diagrama mostra les poblacions més properes.